# Bulevar Poissonnière
El Bulevar Poissonnière es una calle situada en el límite de los distritos II y IX de París.

## Situación y acceso
Forma parte de la cadena de los Grandes Bulevares, constituida, de oeste a este, por los bulevares de la Madeleine, des Capucines, des Italiens, Montmartre, Poissonnière, Bonne-Nouvelle, Saint-Denis, Saint-Martin, du Temple, des Filles-du-Calvaire y Beaumarchais.
Está servida por las estaciones de metro Grands Boulevards y Bonne Nouvelle.

## Origen del nombre
El bulevar debe su nombre a la cercana Rue Poissonnière, que se lo debe a su vez al hecho de que formaba parte del Chemin des Poissonniers, itinerario por el cual llegaban a París el pescado (en francés: poissons) que abastecía al mercado de los Halles desde el litoral del norte de Francia.

## Historia

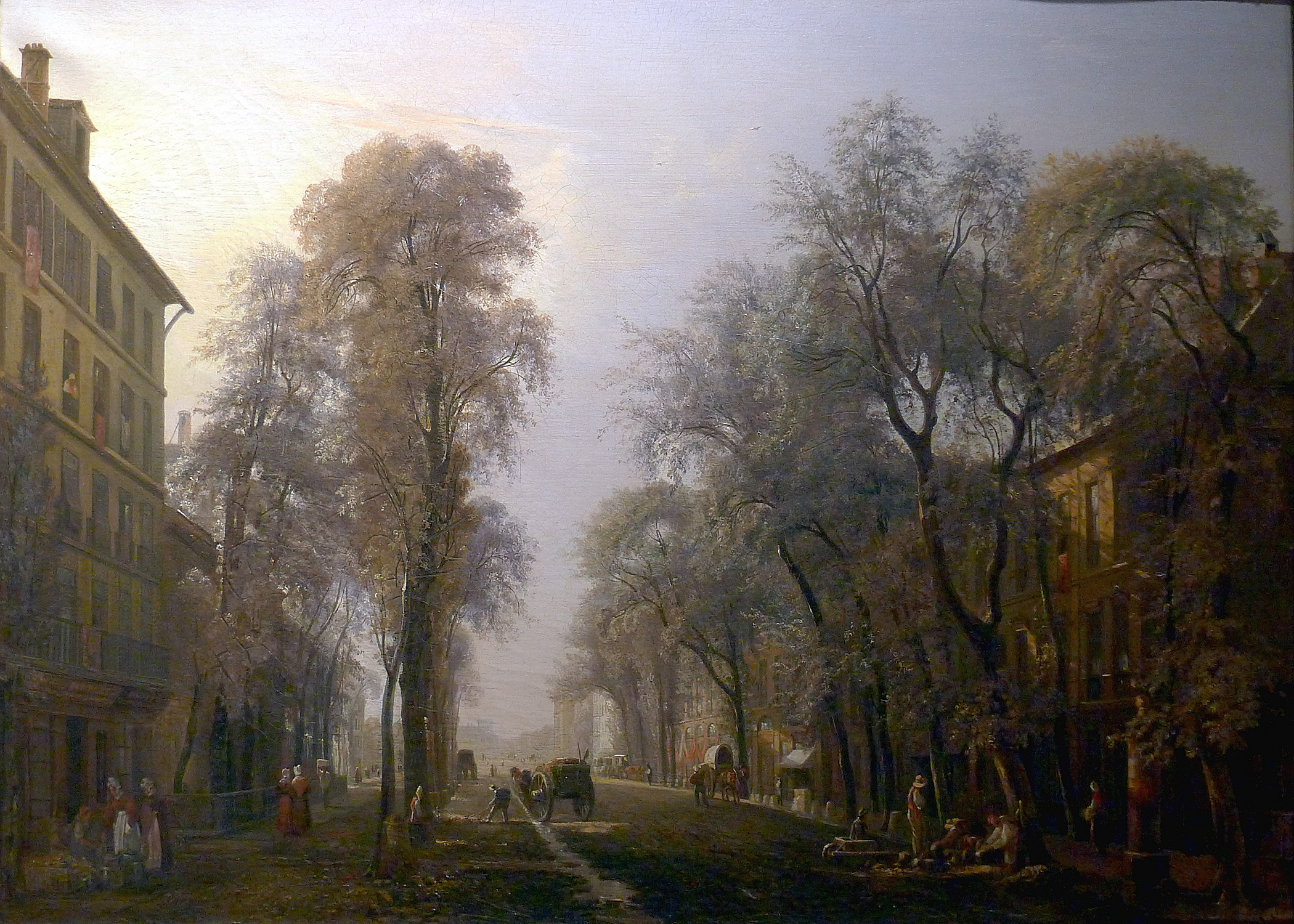
Le Boulevard Poissonnière en 1834, Isidore Dagnan, Museo Carnavalet (París).

El Bulevar Poissonnière fue creado en el emplazamiento de la muralla de Luis XIII, que se había quedado obsoleta. Fue formada como calle en virtud de patentes reales de julio de 1676. Una ordenanza real del 4 de mayo de 1826 estableció su anchura en 35 metros. Durante las Tres Gloriosas, el bulevar fue escenario de enfrentamientos entre los insurgentes y el ejército francés.

## Edificios de interés

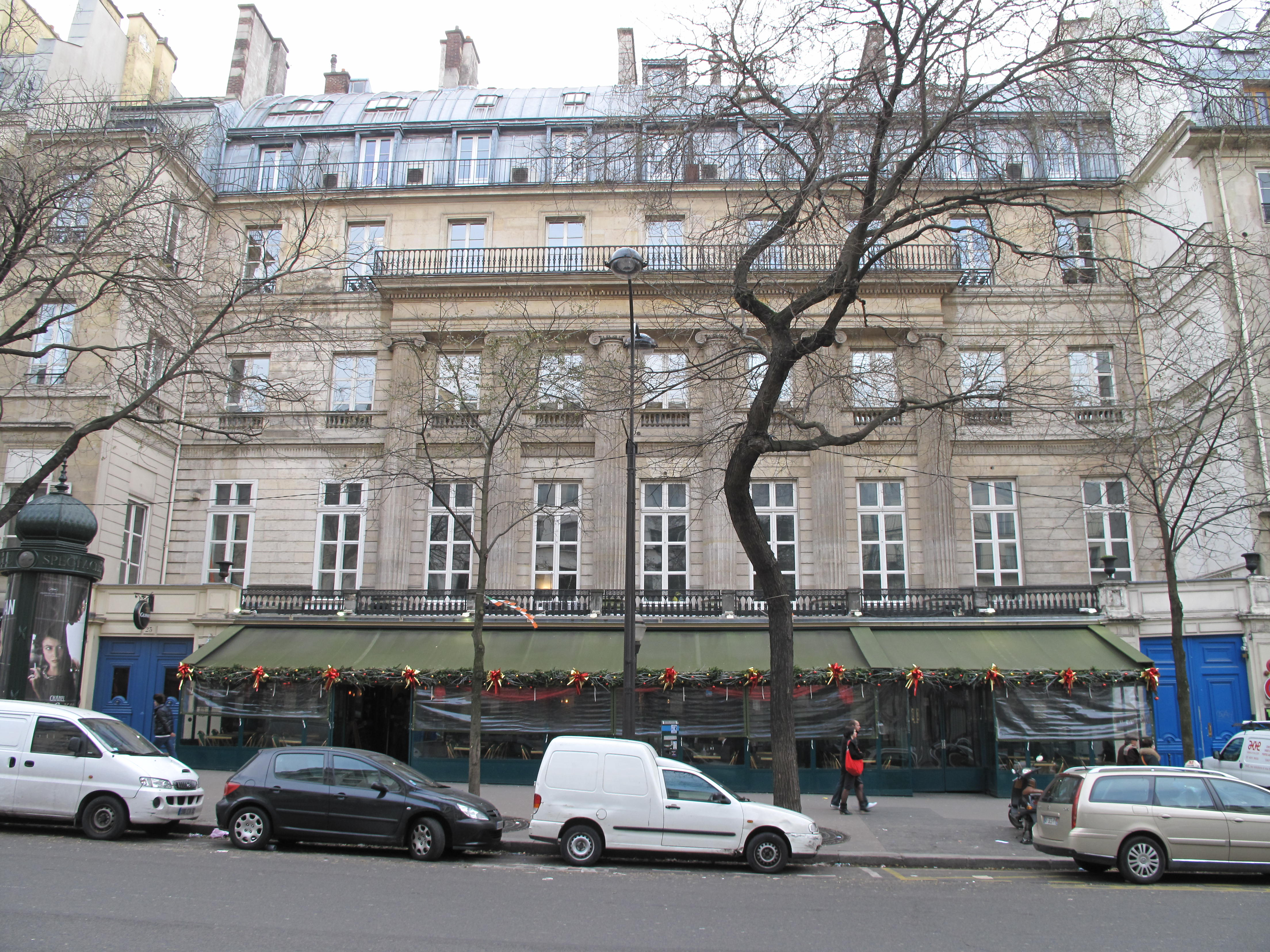
El Hôtel de Montholon.

- Nº 1: el cine Le Grand Rex, con seis salas de cien a quinientos asientos y una sala de 2700 asientos.
- Nº 6: antigua sede de los periódicos comunistas L'Humanité, Libération, Ce soir y Regards.[3]
- Nº 11: emplazamiento donde se situaba el célebre music hall A.B.C. (1935-1965).
- Nº 14: en esta dirección se instaló entre 1849 y 1850 el fotógrafo americano Warren T. Thompson.[4]
- Nº 16: fábrica Detouche, que realizó numerosas vajillas de plata en el siglo XIX.
- Nº 17: escaparate del antiguo estudio de fotografía artística Arjalew, también establecido en el 4, Rue du Faubourg-Montmartre.
- Nº 20: en 1894 se instaló aquí el primer Kinetoscope Parlor de Francia.[5] La tienda de pieles de la familia de Jérôme Clément fue incautada durante la Segunda Guerra Mundial por los nazis.
- Nº 23: Hôtel de Montholon, construido en 1785 por François Soufflot le Romain para Nicolas de Montholon, presidente del Parlamento de Normandía. Le encargó el proyecto a Lequeu, que se inspiró en el Hôtel Benoît de Sainte-Paulle, construido en 1773 en el 30 de la Rue du Faubourg-Poissonnière por Samson-Nicolas Lenoir. La fachada está en ligero retranqueo en relación con la calle para proporcionar a la primera planta una terraza que permite disfrutar de la vegetación del bulevar. La fachada está decorada con un orden colosal de pilastras jónicas. Pese a las alteraciones posteriores, especialmente las barandillas de hierro fundido añadidas en el siglo XIX, es uno de los pocos ejemplos que se conservan de los hôtels que se construyeron en los bulevares de París, junto con el Hôtel Mercy-Argenteau.
- Nº 24: el cine Max Linder Panorama y el Théâtre des Nouveautés construido en 1921.
- Nº 25: discoteca Pulp, entre 1997 y 2007.
- Nº 27: Frédéric Chopin vivió aquí desde 1831 hasta 1836. En 1894 abrió el café-concert Parisiana, que se convertirá posteriormente en un cine.[6]
- Nº 28: museo franco-ruso con una colección reunida por Philippe Deschamps.
- Nº 30: Le Carnaval des affaires, célebre bazar parisino.
- Nº 32: Le Brébant, cafetería y restaurante fundado en 1865. Fue célebre en el siglo XIX por los almuerzos que organizaban en él los miembros de la élite intelectual y artística parisina.

## Literatura
En la novela Bel Ami, el escritor Guy de Maupassant hizo trabajar a su personaje Georges Duroy en el periódico La Vie française, en el Bulevar Poissonnière.